# Mercedes-Benz M 113
| Mercedes-Benz/AMG    | Mercedes-Benz/AMG                             |
| -------------------- | --------------------------------------------- |
|                      |                                               |
| Hersteller:          | Mercedes-Benz/AMG                             |
| Produktionszeitraum: | 1997–2012                                     |
| Bauform:             | V, Achtzylinder                               |
| Motoren:             | 4,3 Liter (4266 cm³) bis 5,5 Liter (5439 cm³) |
| Vorgängermodell:     | M 119                                         |
| Nachfolgemodell:     | M 273, M 156, M 152                           |
| Ähnliche Modelle:    | M155, M 112, M 137                            |

Der M 113 ist ein Achtzylinder-V-Motor (Ottomotor) von Mercedes-Benz, der im September 1997 in der E-Klasse (Baureihe 210) eingeführt wurde, später auch in der S-Klasse Baureihe 220 und anderen Modellen. Er löste den ab 1989 gebauten M 119 ab. Im September 2005 kam der Nachfolger M 273 zum Einsatz. In einige Modelle wurde der M 113 jedoch auch nach dem Generationswechsel (2005/06) noch eingebaut.

## Technische Beschreibung
Der M 113 wurde sowohl mit mechanischer Aufladung (Kompressor), als auch ohne angeboten. Er ist technisch mit dem V6 M 112 eng verwandt. Beide Motoren haben denselben Winkel von 90° zwischen den Zylinderbänken, und einheitliche Zylinderabstände von 106 mm. Dadurch können sie rationell auf den gleichen Fertigungseinrichtungen hergestellt werden und nutzen viele gleiche Bauteile. Beide besitzen einen Motorblock aus Leichtmetall mit eingegossenen Zylinderlaufbuchsen aus Silitec (Al-Si-Legierung) und einen Leichtmetall-Zylinderkopf mit einer obenliegenden Nockenwelle je Zylinderbank. Die Nockenwellen, und beim M 112 auch die Ausgleichswelle, werden von einer Doppelrollenkette angetrieben.
Je Zylinder haben die Motoren M 112 und M 113 zwei Einlassventile und ein Auslassventil, die über Leichtmetall-Rollenkipphebel mit hydraulischem Ventilspielausgleich betätigt werden.
Durch das einzelne Auslassventil ergibt sich eine kleinere Oberfläche des Auslasskanals und dadurch insbesondere bei kaltem Motor eine geringere Wärmeabgabe des Abgases an den Zylinderkopf. Der Katalysator erreicht dadurch schneller seine Betriebstemperatur. Dazu trägt auch der dünnwandige Blech-Auspuffkrümmer bei, der nur wenig Wärme aufnimmt.
Je Brennraum besitzt der Motor zwei Zündkerzen rechts und links neben dem Auslassventil. Die Anordnung von Ventilen und Kerzen ist symmetrisch. Die Doppelzündung arbeitet mit zeitversetzter Ansteuerung der beiden Kerzen. Dadurch ergibt sich eine schnelle und gleichmäßige Verbrennung, größere Sicherheit vor Verbrennungsaussetzern und höhere Toleranz gegen Gemischabmagerung und Abgasrückführung. Da durch die Doppelzündung die Wärmebelastung des Kolbens steigt, wird dieser durch Ölspritzdüsen gekühlt, die das Motoröl von unten gegen den Kolbenboden spritzen. Die Kerzen in jedem Brennraum werden außerdem von einem Arbeitstakt zum nächsten in abwechselnder Reihenfolge angesteuert. Das ergibt eine gleichmäßigere und niedrigere Wärmebelastung des Kolbens und gleichmäßigen Abbrand beider Kerzen.
Die 5-l-Variante des M 113 ist optional mit Zylinderabschaltung (ZAS) erhältlich. Bei niedriger Last und bis zu einer Drehzahl von 3500/min läuft der Motor nur mit vier Zylindern. Es werden zwei Zylinder jeder Bank stillgelegt, damit die verbleibenden Zylinder in gleichmäßigen Abständen (180° Kurbelwinkel) zünden. Dabei werden auch die Ventile stillgelegt. Die Kipphebel sind dafür zweigeteilt, und die Teile können durch einen hydraulisch betätigten Kolben voneinander abgekoppelt werden. Die ZAS verbessert den Wirkungsgrad des Motors durch kleinere Drosselverluste und höhere effektive Verdichtung, da die Zylinder besser gefüllt werden. Der Benzinverbrauch des S 500 (Baureihe 220) wird durch die ZAS laut Herstellerangabe um 0,9 l/100 km reduziert.
Auf Basis der Variante E 55 ML wurde der Mercedes-Benz M 155 für den Mercedes-Benz SLR McLaren entwickelt.

## Daten
| Motorbezeichnung* | Bohrung × Hub [mm] | Hubraum [cm3] | Verdichtung | Leistung kW (PS) bei Drehzahl [1/min] | Drehmoment [Nm] bei Drehzahl [1/min] |
| ----------------- | ------------------ | ------------- | ----------- | ------------------------------------- | ------------------------------------ |
| M 113 E 43        | 89,9 × 84,1        | 4266          | 10,0 : 1    | 205 (279) bei 5750                    | 400 bei 3000–4400                    |
| M 113 E 43        | 89,9 × 84,1        | 4266          | 10,0 : 1    | 225 (306) bei 5850                    | 410 bei 3250–5000                    |
| M 113 E 50        | 97,0 × 84,1        | 4966          | 10,0 : 1    | 225 (306) bei 5600                    | 460 bei 2700–4250                    |
| M 113 E 50 (ZAS)  | 97,0 × 84,1        | 4966          | 10,0 : 1    | 220 (299) bei 5500                    | 460 bei 3000                         |
| M 113 E 55        | 97,0 × 92,0        | 5439          | 10,5 : 1    | 255 (347) bei 5500                    | 510 bei 3000                         |
| M 113 E 55        | 97,0 × 92,0        | 5439          | 10,5 : 1    | 260 (354) bei 5500                    | 530 bei 3000                         |
| M 113 E 55        | 97,0 × 92,0        | 5439          | 11,0 : 1    | 265 (360) bei 5750                    | 510 bei 4000                         |
| M 113 E 55        | 97,0 × 92,0        | 5439          | 11,0 : 1    | 270 (367) bei 5750                    | 510 bei 4000                         |
| M 113 E 55 ML     | 97,0 × 92,0        | 5439          | 9,0 : 1     | 350 (476) bei 6100                    | 700 bei 2650–4500                    |
| M 113 E 55 ML     | 97,0 × 92,0        | 5439          | 9,0 : 1     | 368 (500) bei 6100                    | 700 bei 2650–4500                    |
| M 113 E 55 ML     | 97,0 × 92,0        | 5439          | 9,0 : 1     | 373 (507) bei 6100                    | 700 bei 2750–4000                    |

* Die Motorbezeichnung ist wie folgt verschlüsselt:
M = Motor (Otto), 113 = Baureihe, E = Saugrohreinspritzung, Hubraum = Deziliter (gerundet), ML = Kompressor (Mechanischer Lader), ZAS = Zylinderabschaltung

## Einsatz

### M 113 E 43
| Verkaufsbezeichnung                                                                             | Baureihe | Bauzeitraum |
| ----------------------------------------------------------------------------------------------- | -------- | ----------- |
| Hubraum: 4266 cm³, Leistung: 200 kW (272 PS) bei 5750/min, Drehmoment: 390 Nm bei 3000–4400/min |          |             |
| ML 430                                                                                          | W 163    | 1999–2001   |
| Hubraum: 4266 cm³, Leistung: 205 kW (279 PS) bei 5750/min, Drehmoment: 400 Nm bei 3000–4400/min |          |             |
| CLK 430                                                                                         | C/A 208  | 1998–2003   |
| E 430                                                                                           | W/S 210  | 1997–2002   |
| S 430                                                                                           | W/V 220  | 1998–2005   |
| Hubraum: 4266 cm³, Leistung: 225 kW (306 PS) bei 5850/min, Drehmoment: 410 Nm bei 3250–5000/min |          |             |
| C 43 AMG                                                                                        | W/S 202  | 1997–2000   |

### M 113 E 50
| Verkaufsbezeichnung                                                                             | Baureihe | Bauzeitraum |
| ----------------------------------------------------------------------------------------------- | -------- | ----------- |
| Hubraum: 4966 cm³, Leistung: 215 kW (292 PS) bei 5600/min, Drehmoment: 440 Nm bei 2700–4250/min |          |             |
| ML 500                                                                                          | W 163    | 2001–2005   |
| Hubraum: 4966 cm³, Leistung: 218 kW (296 PS) bei 5600/min, Drehmoment: 456 Nm bei 2800–4000/min |          |             |
| G 500                                                                                           | W 463    | 1999–2007   |
| Hubraum: 4966 cm³, Leistung: 225 kW (306 PS) bei 5600/min, Drehmoment: 460 Nm bei 2700–4250/min |          |             |
| SL 500                                                                                          | R 129    | 1998–2001   |
| CLK 500                                                                                         | C/A 209  | 2002–2006   |
| E 500                                                                                           | W/S 211  | 2003–2006   |
| CL 500                                                                                          | C 215    | 1999–2006   |
| CLS 500                                                                                         | C 219    | 2004–2006   |
| ML 500                                                                                          | W 164    | 2005–2007   |
| S 500                                                                                           | W/V 220  | 1998–2005   |
| SL 500                                                                                          | R 230    | 2001–2006   |
| R 500                                                                                           | W/V 251  | 2006–2007   |

### M 113 E 55
| Verkaufsbezeichnung                                                                             | Baureihe | Motorbaumuster | Bauzeitraum |
| ----------------------------------------------------------------------------------------------- | -------- | -------------- | ----------- |
| Hubraum: 5439 cm³, Leistung: 255 kW (347 PS) bei 5500/min, Drehmoment: 510 Nm bei 2800–4500/min |          |                |             |
| ML 55 AMG                                                                                       | W 163    | 113.981        | 2000–2005   |
| C 55 AMG                                                                                        | W 202    | 113.983        | 1998–2000   |
| CLK 55 AMG                                                                                      | C/A 208  | 113.984        | 1999–2003   |
| Hubraum: 5439 cm³, Leistung: 260 kW (354 PS) bei 5500/min, Drehmoment: 530 Nm bei 3000/min      |          |                |             |
| SL 55 AMG                                                                                       | R 129    | 113.985        | 1999–2001   |
| E 55 AMG                                                                                        | W/S 210  | 113.980        | 1998–2002   |
| G 55 AMG                                                                                        | W 463    | 113.982        | 1999–2004   |
| Hubraum: 5439 cm³, Leistung: 265 kW (360 PS) bei 5750/min, Drehmoment: 510 Nm bei 4000/min      |          |                |             |
| SLK 55 AMG                                                                                      | R 171    | 113.989        | 2004–2010   |
| Hubraum: 5439 cm³, Leistung: 265 kW (360 PS) bei 5500/min, Drehmoment: 530 Nm bei 3150/min      |          |                |             |
| CL 55 AMG                                                                                       | C 215    | 113.986        | 2000–2002   |
| S 55 AMG                                                                                        | W/V 220  | 113.986        | 1999–2002   |
| Hubraum: 5439 cm³, Leistung: 270 kW (367 PS) bei 5750/min, Drehmoment: 510 Nm bei 4000/min      |          |                |             |
| C 55 AMG                                                                                        | W/S 203  | 113.988        | 2004–2007   |
| CLK 55 AMG                                                                                      | C/A 209  | 113.988        | 2002–2006   |
| Hubraum: 5439 cm³, Leistung: 294 kW (400 PS) bei 5750/min, Drehmoment: 520 Nm bei 3750/min      |          |                |             |
| SLK 55 AMG Black Series                                                                         | R 171    | 113.989        | 2006–2008   |

### M 113 E 55 ML
| Verkaufsbezeichnung                                                                             | Baureihe | Motorbaumuster    | Bauzeitraum |
| ----------------------------------------------------------------------------------------------- | -------- | ----------------- | ----------- |
| Hubraum: 5439 cm³, Leistung: 350 kW (476 PS) bei 6100/min, Drehmoment: 700 Nm bei 2650–4500/min |          |                   |             |
| E 55 AMG                                                                                        | W/S 211  | 113.990           | 2003–2006   |
| CLS 55 AMG                                                                                      | C 219    | 113.990           | 2004–2006   |
| SL 55 AMG                                                                                       | R 230    | 113.992           | 2002–2003   |
| G 55 AMG                                                                                        | W 463    | 113.993           | 2004–2006   |
| Hubraum: 5439 cm³, Leistung: 368 kW (500 PS) bei 6100/min, Drehmoment: 700 Nm bei 2750–4000/min |          |                   |             |
| CL 55 AMG                                                                                       | C 215    | 113.991           | 2002–2006   |
| S 55 AMG                                                                                        | W/V 220  | 113.991           | 2002–2005   |
| SL 55 AMG                                                                                       | R 230    | 113.992 / 113.995 | 2003–2006   |
| G 55 AMG                                                                                        | W 463    | 113.993           | 2006–2008   |
| Hubraum: 5439 cm³, Leistung: 373 kW (507 PS) bei 6100/min, Drehmoment: 700 Nm bei 2750–4000/min |          |                   |             |
| G 55 AMG                                                                                        | W 463    | 113.993           | 2008–2012   |
| Hubraum: 5439 cm³, Leistung: 379 kW (517 PS) bei 6100/min, Drehmoment: 720 Nm bei 2600–4000/min |          |                   |             |
| SL 55 AMG                                                                                       | R 230    | 113.995           | 2006–2008   |
| Hubraum: 5439 cm³, Leistung: 428 kW (582 PS) bei 6100/min, Drehmoment: 800 Nm bei 3500/min      |          |                   |             |
| CLK DTM AMG                                                                                     | C/A 209  | 113.994           | 2004–2006   |